# Parc naturel régional des Madonie
Le parc naturel régional des Madonie (italien : Parco Naturale Regionale delle Madonie) est un parc régional situé en Sicile, entre Palerme et Cefalù. Sa superficie est de 39 941,18 ha,.

## Historique
Le parc naturel régional a été officiellement créé le 9 novembre 1989.
La collaboration des autorités du parc des Madonie avec le réseau européen des géoparcs a permis aux étudiants et professeurs du département de géologie et de géodésie de l'université de Palerme de réaliser des études, publier des articles et de tracer des parcours éducatifs. Le parc régional des Madonies est membre du réseau européen des géoparcs et du réseau mondial de géoparcs UNESCO.

## Géographie
Il comprend 15 communes de la province de Palerme :
Caltavuturo, Castelbuono, Castellana Sicula, Cefalù, Collesano, Geraci Siculo, Gratteri, Isnello, Petralia Soprana, Petralia Sottana, Polizzi Generosa, Pollina, San Mauro Castelverde, Scillato et Sclafani Bagni.
Le parc s'étend sur un territoire d'environ 39 941,18 ha, sur le terrain surtout montagneux du massif des Madonies, entre les cours des fleuves Imera septentrionale et Pollina.
La chaîne de montagnes Madonies comporte six montagnes qui culminent à plus de 1 500 mètres et beaucoup d'autres à plus de 1 000 mètres. Le plus haut sommet est le Pizzo Carbonara (1 979 m).
Le parc est une zone habitée qui comporte des dizaines de petits villages et villes, dont les origines remontent à l'époque médiévale. Le parc est également parsemé de nombreux châteaux et églises anciennes,.

## Géologie
Le parc comporte des affleurements de roches datés sur une période de plus de 200 millions d'années et représentent tous les aspects géologiques de la Sicile en dehors de l'activité volcanique en cours.

## Faune et flore
Les pentes montagneuses sauvages sont habitées par le daim (réintroduit dans les années 1980), sanglier, chat sauvage, renard roux, lapin de garenne, aigle royal, aigle de Bonelli, faucon pèlerin, circaète et faucon crécerelle.
On y trouve le sapin de Sicile (Abies nebrodensis), varieté rare, presque éteinte,,.
Une des caractéristiques physiques du parc est la vaste forêt de hêtres que l'on trouve au-dessus de 1500 mètres. Au-dessous de 1600 mètres, il y a des grandes forêts de chênes verts, chênes pubescents et chênes lièges. 
Les montagnes contiennent environ 1500 espèces et sous espèces de plantes, environ 60 % de toutes celles que l'on trouve en Sicile, ainsi que plus de 70 espèces différentes d'orchidées,.

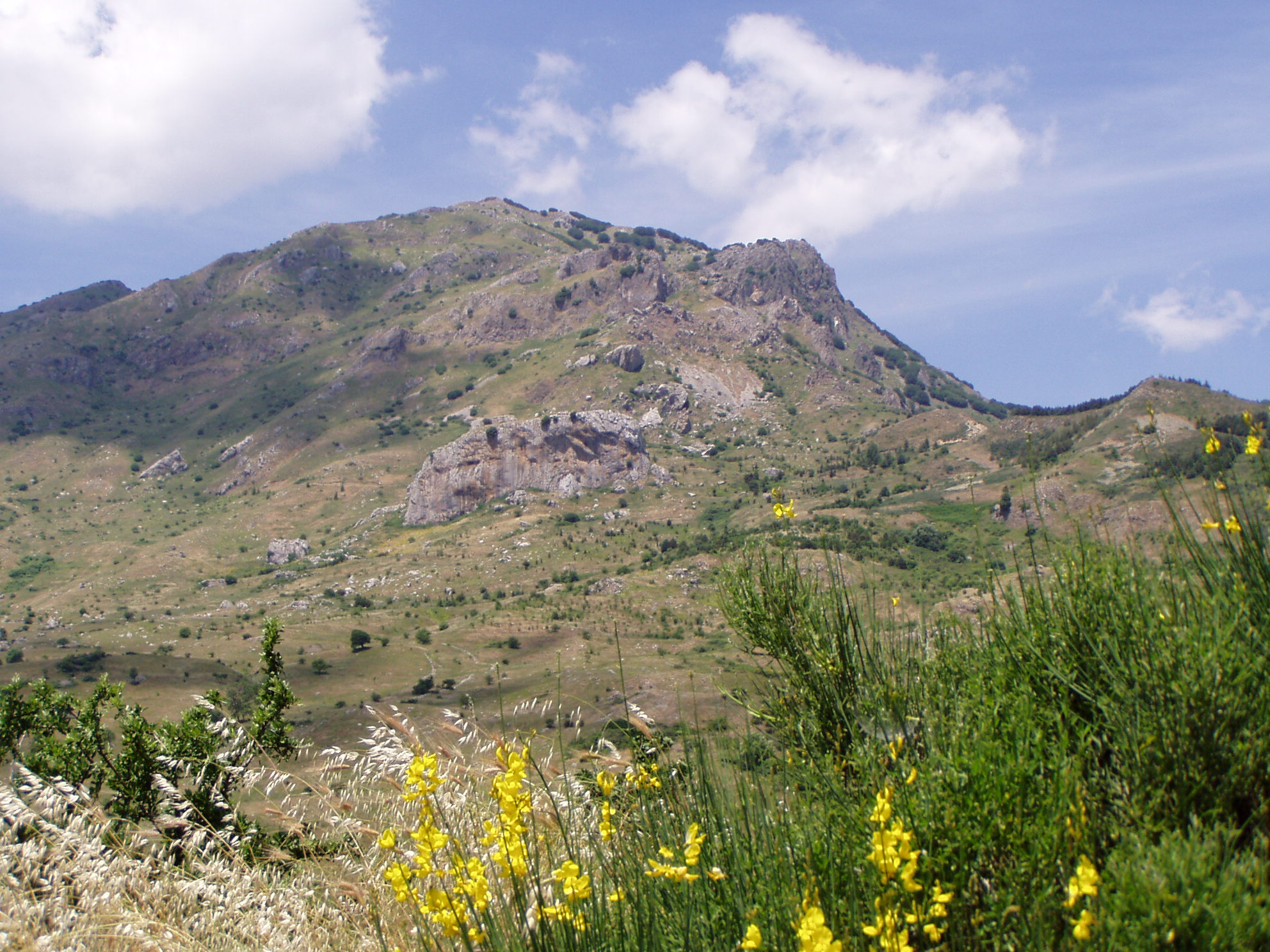
Mont san Salvatore.
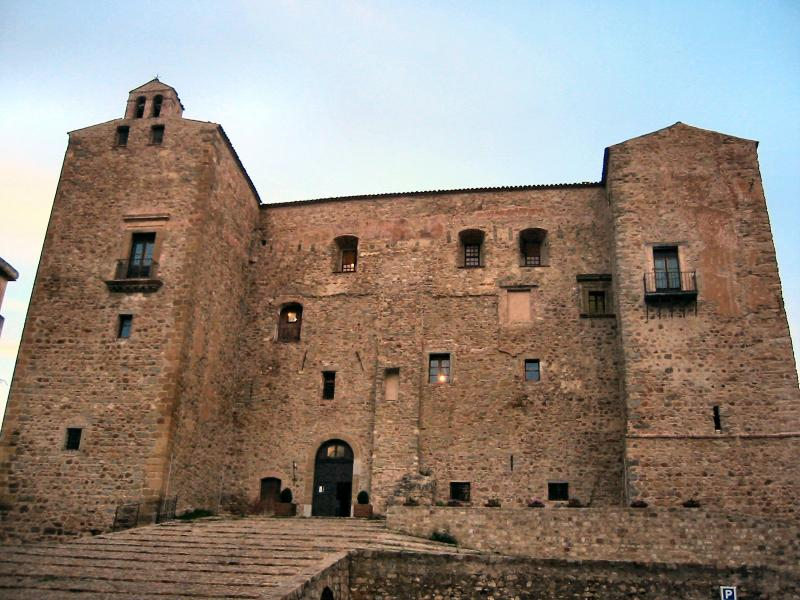
Castelbuono - Le château.

## Sources
- (en) Cet article est partiellement ou en totalité issu de l’article de Wikipédia en anglais intitulé « Madonie Regional Natural Park » (voir la liste des auteurs).